# Luizinho Drummond
Luiz Pacheco Drumond, mais conhecido como Luizinho Drumond (Rio de Janeiro, 14 de fevereiro de 1940 — Rio de Janeiro, 1 de julho de 2020) foi um sambista e bicheiro brasileiro. Presidiu a Liga Independente das Escolas de Samba do Rio de Janeiro e a escola de samba Imperatriz Leopoldinense.

## Biografia
Luizinho Drumond controlava o Jogo do Bicho, na Zona da Leopoldina do Rio de Janeiro. Em 1993 foi considerado culpado pela juíza Denise Frossard pelo seu envolvimento no Jogo do Bicho e por pelo menos 53 mortes, junto com 13 outros banqueiros, tais como: Castor de Andrade, Capitão Guimarães e Anísio Abraão David. sendo condenados a seis anos cada um, a pena máxima para a extorsão. Mas em 1996, com um habeas-corpus foi concedido liberdade condicional a Luizinho e outros envolvidos.
Durante o período de 1998 a 2001 exerceu o mandato de presidente da Liesa, sendo nesse período, sua escola de samba, a Imperatriz Leopoldinense, conquistado o inédito tricampeonato (1999, 2000 e 2001) em sua história. Em 1999, foi acusado do assassinato do banqueiro Abílio Português em 1998. Na ocasião de sua prisão, a ação das autoridades pareceu ter como objetivo também enviar uma mensagem aos líderes da máfia envolvida no Carnaval Carioca. A polícia disse que Luizinho e sua suposta vítima se enfrentaram em uma disputa territorial sobre o controle do Jogo do Bicho.
Em 19 de novembro de 2011, Luizinho agrediu o então diretor de bateria da Imperatriz (Mestre Marcone) por não concordar com o fato dele não ter sido entrevistado por uma emissora, o que fez com que registrasse uma queixa contra o próprio presidente, e, que após o B.O. feito na polícia, Luizinho apresentou sua versão dos fatos.
| “ | A atitude agressiva partiu do próprio Marcone, que teria se negado a gravar entrevista com Amin Khader. Após breve desentendimento entre ambos, Marcone teria ofendido verbalmente e atingido o braço de Amim, dando início à confusão. | ” |

Em 2012, foi acusado pela Operação Dedo de Deus, mas, no entanto, conseguiu mais um habeas-corpus e foi concedido liberdade condicional no mesmo ano, quando era esperado de que não ia se candidatar à presidência da Imperatriz, reelegendo por mais um mandato. No dia 14 de maio de 2012, surge a informação de que o mestre Marcone foi morto com 20 tiros e o mandante supostamente teria sido o presidente.
No dia 30 de junho de 2020, Luizinho sofreu um AVC e foi internado em estado grave no Hospital Copa Star. A imprensa chegou a noticiar sua morte. Luizinho veio a falecer na manhã do dia 1º de julho.